# Åke Hartelius
Åke Hartelius, född den 3 september 1887 i Göteborg, död den 6 juli 1964 i Stockholm, var en svensk ämbetsman.
Hartelius avlade juris kandidatexamen vid Uppsala universitet 1911. Han blev assessor vid hovrätten över Skåne och Blekinge 1917, hovrättsråd där 1925, revisionssekreterare 1928 (tillförordnad 1920), var sakkunnig i kommunikationsdepartementet 1927–1930, blev expeditionschef i försvarsdepartementet 1930 och  statssekreterare där 1934 (tillförordnad 1931). Hartelius var häradshövding i Södertörns domsaga 1936–1954.  Han var vice ordförande i Allmänna pensionsförsäkringsbolaget 1938–1953, styrelseledamot i Kungliga Automobilklubben 1932–1959 (andre vice ordförande från 1949), ordförande för anstaltsnämnderna vid Svartsjö och Bogesund 1946–1959, vid Johannesberg 1955–1959. Hartelius invaldes som korresponderande ledamot av Örlogsmannasällskapet 1937. Han blev riddare av Nordstjärneorden 1928, kommendör av andra klassen samma orden 1932 och kommendör av första klassen 1935. Hartelius är begravd på Östra kyrkogården i Göteborg.